# Parque Sunnybrook
El Parque Sunnybrook (en inglés: Sunnybrook Park) es un gran parque público en Toronto, Ontario, Canadá. Se encuentra al norte de Leaside y al sur de las zonas de caminos de herradura de la ciudad. El parque cuenta con numerosos senderos para bicicletas, recintos para perros y establos. 
Sunnybrook organizó un partido de críquet de primera clase en 2004.  El equipo canadiense de críquet utilizó el terreno para su partido de la Copa Intercontinental CPI contra Bermuda, que terminó en un empate con Canadá. El espacio también fue la sede de seis partidos durante la ICC Trophy 2001. 